# Alteromonadales
Ordre
Les Alteromonadales forment un ordre de bactéries Gram négatif de la classe des Gammaproteobacteria, phylum des Pseudomonadota. Cet ordre contient notamment les bactéries du genre Alteromonas.

## Taxonomie
Le nom correct complet (avec auteur) de ce taxon est Alteromonadales Bowman & McMeekin 2005.
Le genre type est Alteromonas Baumann et al. 1972

### Étymologie
L'ordre Alteromonadales a été nommé ainsi d'après le genre type qui lui a été assigné, Alteromonas. Son étymologie est la suivante : Al.ter.o.mon.a.da’les N.L. fem. n. Alteromonas, genre type de l'ordre; L. fem. pl. n. suff. -ales, suffixe pour dénommer un ordre; N.L. fem. pl. n. Alteromonadales, l'ordre des Alteromonas,.

### Historique
L'ordre Alteromonadales a été décrit en 2005 dans le Bergey's Manual avec une seule famille, la famille Alteromonadaceae et la même année dans la liste des nouveaux noms n°106 se sont ajoutées sept autres familles. Cet ordre a été positionné dans la classe des Gammaproteobacteria sur la base des analyses phylogénétiques des séquences d'ARN ribosomal 16S et des caractéristiques biochimiques pour accommoder diverses bactéries marines qui forment un clade au sein des Gammaproteobacteria. Avant ce reclassement de 2005, la plupart des bactéries de cet ordre étaient classées parmi les Vibrionaceae (ex les Shewanella ou Moritella) ou non classées comme les Alteromonas.
La première famille incluse dans cet ordre est celle des Aeromonadaceae, décrite en 2001 mais amendée en 2005 par l'ajout de nouveaux genres bactériens. Les sept familles suivantes ont été celles décrites par Ivanova et al. en 2004 juste avant la publication du Bergey's Manual et validé en 2005 après celle-ci. La dernière famille en date ajoutée en 2011 est celle des Celerinatantimonadaceae.

### Liste des familles
Selon la LPSN (5 juin 2025), l'ordre des Alteromonadales compte 9 familles publiées de manière valide:
- Alteromonadaceae Ivanova & Mikhailov 2001.
- Celerinatantimonadaceae Cramer et al. 2011.
- Colwelliaceae Ivanova et al. 2004.
- Ferrimonadaceae Ivanova et al.2004.
- Idiomarinaceae Ivanova et al. 2004.
- Moritellaceae Ivanova et al. en 2004.
- Pseudoalteromonadaceae Ivanova et al. 2004.
- Psychromonadaceae Ivanova et al. 2004.
- Shewanellaceae Ivanova et al. 2004.

## Description
Lors de sa description de 2005, l'ordre Alteromonadales est composé de bactéries à Gram négatif. Ce sont des bacilles à morphologie droite ou incurvée et mobiles par l'intermédiaire d'un flagelle polaire unique. Ces bacilles ne forment pas d'endospores ni de kystes. La majeure partie des bactéries de cet ordre sont des chimiohétérotrophes soit anaérobies facultatifs soit aérobies stricts et qui utilisent l'oxygène comme accepteur d'électrons. La plupart des bactéries de cet ordre sont catalase et oxydase positives. Il existe différents types de régimes de croissance : psychrophiles, psychrotolérants et mésophiles. La plupart des espèces nécessitent des ions sodium pour leur croissance et cette croissance est optimale dans des milieux à base d'eau de mer. La source d'azote peut être de l'ammoniaque. Le Coenzyme Q majoritaire est l'ubiquinone-8. 
Le pourcentage en bases nucléotidiques GC de l'ADN est situé entre 36 % et 54 54% en 2005.
En général, ce ne sont pas des bactéries pathogènes.

## Habitats
Les bactéries de l'ordre des Alteromonadales sont des bactéries marines. Elles peuvent résider dans différents écosystèmes marins tels que les eaux de surface ou la glace marine ou les sédiments des abysses.